# Anicet-Georges Dologuélé
Anicet-Georges Dologuélé est un homme politique et économiste centrafricain né le 17 avril 1957 à Bozoum (Ouham-Pendé). Il est Premier ministre de 1999 à 2001.

## Jeunesse
Ancien élève du petit séminaire de Berberati et du lycée Jean Bédel Bokassa de Bangui (République centrafricaine) Il étudie successivement à l'université de Bangui, puis à l'université Bordeaux-I (France) et obtient un DESS en gestion des entreprises en 1981 et un DEA en Économie en 1982.

## Carrière politique
En 1997, il est ministre des Finances et du Budget du gouvernement d'action pour la défense de la démocratie (GADD) dirigé par Michel Gbézéra-Bria. Il lui succède au poste de Premier ministre en janvier 1999 tout en conservant les fonctions de ministre de l'Économie, des Finances, du Plan et de la Coopération internationale. Il est reconduit au poste de Premier ministre en octobre 1999, après les élections présidentielles qu'il organise avec succès. il quitte le gouvernement le 1er avril 2001.
Le 25 octobre 2013, à l’issue d’une assemblée générale constitutive réunie à Bangui, il fonde un nouveau parti politique : l’Union pour le renouveau centrafricain (URCA), dont il est le président. Il se présente à l'élection présidentielle de 2015 et arrive en tête du premier tour sur trente candidats avec plus de 23 % des voix. Il est finalement battu au deuxième tour, avec 37,3 % des suffrages contre 62,7 % à Faustin-Archange Touadéra. Tout en dénonçant les fraudes massives organisées par le Gouvernement de Transition en faveur de son concurrent et qui risquaient de provoquer une recrudescence de la violence, il renonce à déposer un recours auprès de la Cour Constitutionnelle de Transition et appelle tous ses partisans à collaborer avec le nouveau Président[réf. nécessaire]. Il est brillamment élu député, avec 75,32% des suffrages, dans la première circonscription de Bocaranga, ville située dans la préfecture de l'Ouham-Pendé au Nord Ouest de la RCA[réf. souhaitée].
Il est candidat à l'Élection présidentielle centrafricaine de 2020.
En mars 2021, il est interdit de sortie du territoire centrafricain.

## Carrière professionnelle
Après des études d'économie et de gestion à l'université de Bordeaux, il passe le concours de la Banque des États d’Afrique Centrale (BEAC) et intègre son centre de formation à Yaoundé. Il est admis dans les effectifs de la BEAC en septembre 1983 et occupe les fonctions d'Inspecteur, chef de mission. En 1991 il est nommé délégué du gouverneur et représentant de la BEAC auprès de la France et de l’Union européenne. Il repartira au siège en juillet 1994 comme directeur des relations financières extérieures, puis en 1995 directeur de l'organisation et de l'informatique.
Après avoir dirigé le gouvernement centrafricain, il est réintégré dans les effectifs de la BEAC et se voit confier les responsabilités de directeur national pour la République centrafricaine. En septembre 2001, les chefs d'État de la CEMAC, le nomment président de la Banque de développement des États de l'Afrique centrale (BDEAC), fonctions qu’il occupera jusqu'en février 2010.
En mai 2012, il crée AfriPartners International Consulting, un cabinet de consultants dont il est le président et qui a son siège social à Paris.